# Desmatus
Desmatus is een geslacht van kevers uit de familie  
kniptorren (Elateridae).
Het geslacht is voor het eerst wetenschappelijk beschreven in 1975 door Dolin.

## Soorten
Het geslacht omvat de volgende soorten:
- Desmatus affinis Dolin, 1975
- Desmatus beckeri Dolin, 1975
- Desmatus lapidarius Dolin, 1975
- Desmatus protensus Dolin in Dolin, Panfilov, Ponomarenko & Pritykina, 1980